# Simona Aebersold

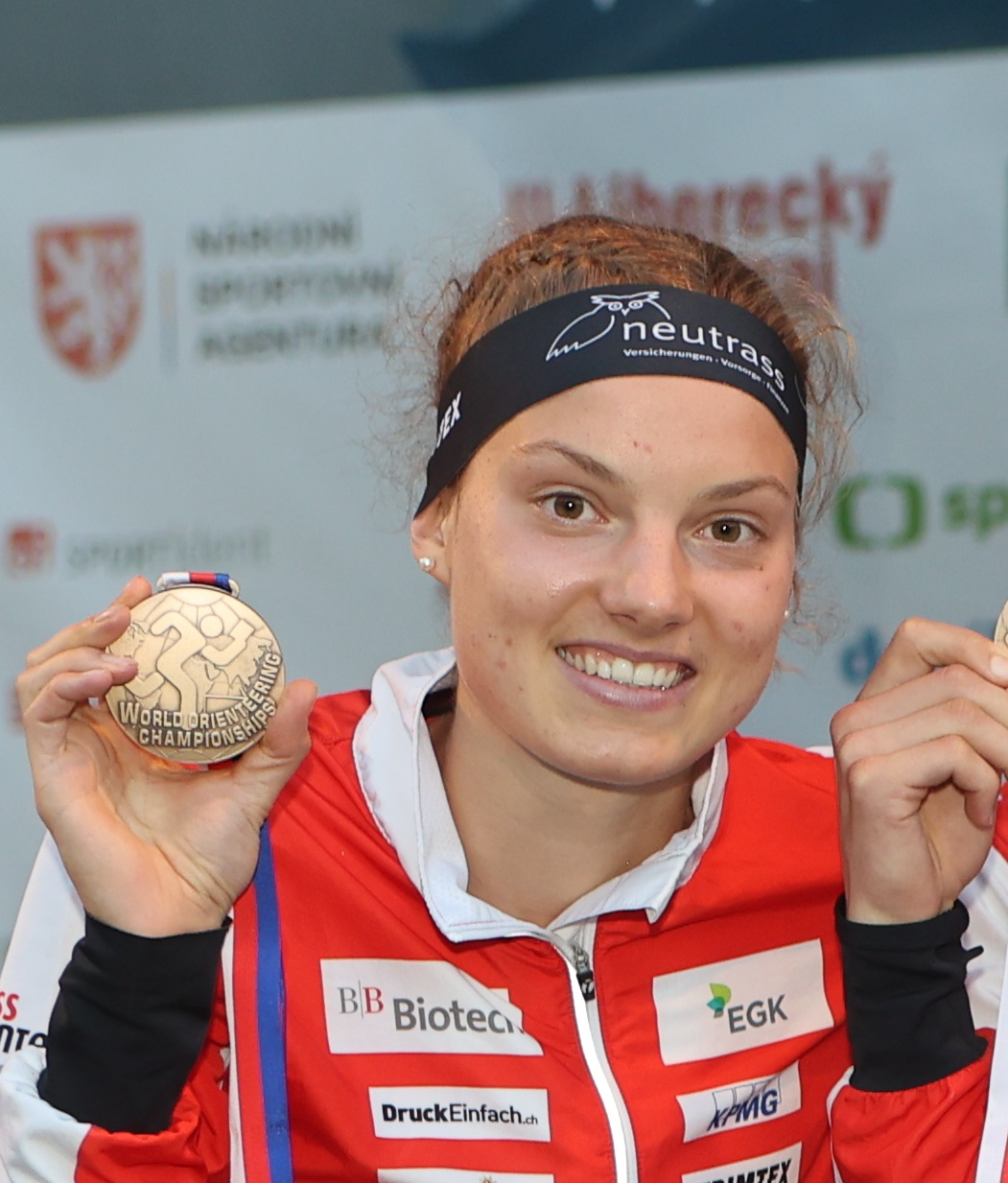
Simona Aebersold, 2021

Simona Aebersold (* 13. April 1998) ist eine Schweizer Orientierungsläuferin. Ihr Vater Christian Aebersold war ebenfalls erfolgreicher Orientierungsläufer.

## Karriere
Aebersold dominierte zwischen 2015 und 2018 die Junioren-Weltmeisterschaften. Ihre erste Goldmedaille gewann sie mit 17 Jahren über die Sprintdistanz. Während der folgenden vier Jahre gewann sie jeden Sprintwettbewerb bei den Juniorinnen und zwei Silber- und eine Goldmedaille in den Staffeln.
2017 gewann sie alle drei Goldmedaillen im Einzel und eine zusätzliche Medaille in der Staffel, was im gleichen Jahr auch dem finnischen Läufer Olli Ojanaho bei den Männern gelang.
Zu Beginn des Jahres 2018 gewann sie eine Medaille an der Europameisterschaft, obwohl sie weiter als Juniorin galt und an der Junioren-Weltmeisterschaft startberechtigt war. Sie gewann Bronze über die Mitteldistanz hinter der Schwedin Tove Alexandersson und Marika Teini aus Finnland.
2019 gewann Aebersold bei ihrer ersten Weltmeisterschaftsteilnahme Bronze über die Langdistanz hinter Alexandersson und Lina Strand. Sie wurde zudem Zweite über die Mitteldistanz, fünf Sekunden hinter Alexandersson.
Im Weltcup wurde sie 2021 wie schon 2019 Zweite. Im letzten Rennen, einem Mitteldistanz-OL in Cansiglio (Italien), erreichte sie mit 23 Sekunden Rückstand auf Alexandersson Rang 2. Sie schloss mit 25 Punkten Rückstand auf Alexandersson ab, während sie sich mit einem Sieg noch den Gesamtweltcup gesichert hätte.
2022 wurde Aebersold Europameisterin über die Mitteldistanz. Bei der Heim-Weltmeisterschaft 2023 in Flims/Laax konnte sie sich über die Langdistanz gegen Tove Alexandersson durchsetzen, nachdem sie ihrer Konkurrentin an drei globalen Titelkämpfen zehnmal zur Goldmedaille hatte gratulieren müssen. Während sie über die Langdistanz im alpinen Felssturzgelände dosiert zum Sieg laufen konnte, verlor sie zwei Tage später über die Mitteldistanz viel Zeit und wurde nur 13. In der Staffel gewann sie in der Folge mit dem Schweizer Team noch Silber.
Aebersold unterschrieb 2022 beim schwedischen Verein IFK Göteborg.
2025 gewann sie am weltgrössten Mehrtage-OL O-Ringen die Gesamtwertung vor Tove Alexandersson.

## Umfeld und Privates
Aebersold wohnt in Brügg und ist Studentin der Sportwissenschaften, der Psychologie und Pädagogik. Sie ist mit dem norwegischen Orientierungsläufer Kasper Harlem Fosser liiert.